# Charles Townshend (1725-1767)

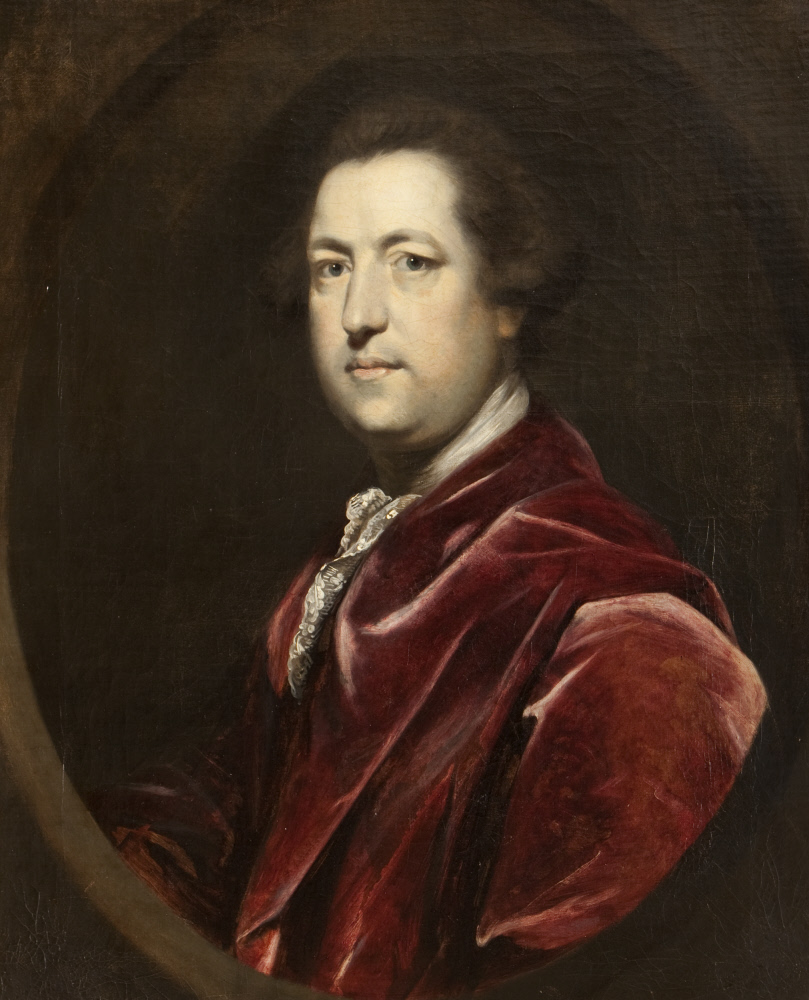
Charles Townshend

Charles Townshend (Norfolk, 29 augustus 1725 - 4 september 1767) was een Engels edelman en politicus, behorend tot de Whig Party. 
Townshend studeerde in Leiden en Oxford. Hij was van 1747 tot 1767 lid van het Lagerhuis en bekleedde diverse financiële overheidsfuncties voordat hij in 1766 Chancellor of the Exchequer (minister van Financiën) werd. Hij oefende dit uit tot 1767 en werd opgevolgd door Frederick North.

## Trivia
De Amerikaanse stad Townshend (Vermont) is in 1753 naar hem vernoemd.
- Bibliothèque nationale de France: cb12082754f (data)
- Gemeinsame Normdatei: 1151596426
- International Standard Name Identifier: 0000 0000 8379 0810
- Library of Congress Control Number: n86125430
- Nationale bibliotheek van Australië: 35697832
- Nationale Bibliotheek van Israël: 987007271991905171
- Nederlandse Thesaurus van Auteursnamen: 071373195
- SNAC: w60p1jms
- Système universitaire de documentation: 029139600
- Trove: 1047274
- Virtual International Authority File: 45789960
- WorldCat: E39PBJxrRFGxmRhWWDv7wQVwG3